# 9056 Piskunov
9056 Piskunov (1992 EQ14) là một tiểu hành tinh vành đai chính được phát hiện ngày 1 tháng 3 năm 1992 ở Đài thiên văn Nam Âu.